# Apocalypse, Girl
Apocalypse, Girl (stilizzato come Apocalypse, girl) è il quinto album in studio della musicista norvegese Jenny Hval, pubblicato il 9 giugno 2015 attraverso Sacred Bones e Su Tissue Records.
Sono stati realizzati video musicali per That Battle Is Over, Sabbath e Take Care of Yourself.
Metacritic, che assegna una valutazione normalizzata su 100 alle recensioni delle pubblicazioni principali, ha dato all'album un punteggio medio di 79, basato su 20 recensioni, indicando "recensioni generalmente favorevoli". The Guardian ha scritto:" L'album combatte con molte delle stesse idee di Innocence Is Kinky, ambientato in un panorama sonoro erotico di parole pronunciate, cori deformati, elettronica fantascientifica e la sua voce tipicamente morbida .... È provocatorio, ma si tratta di idee raramente ascoltate nel pop, il che lo rende ancora più avvincente."
L'album è stato inserito al numero 42 della lista dei migliori album dell'anno (2015) e alla posizione 88 della lista "The 200 Best Albums of the 2010s" da Pitchfork Media

## Tracce
1. Kingsize – 2:25
2. Take Care of Yourself – 3:01
3. That Battle Is Over – 4:35
4. White Underground – 2:20
5. Heaven – 4:53
6. Why This? – 3:37
7. Some Days – 0:41
8. Sabbath – 3:46
9. Angels and Anaemia – 3:27
10. Holy Land – 9:59